# George Norman
George Norman (Hull, Yorkshire; 1823 - 1882) fue un comerciante, botánico y algólogo británico.
Estuvo involucrado con Guillermo Hendry en la fundación de la Micro-Philosophical Society, un título curioso, posteriormente cambió a "Hull Natural History and Microscopic Society". George Norman, William Hendry, y algunos otros se reunían dos veces al mes en el Hull Royal Institution.
Diatomista de Hull, Yorkshire. Más de 1.500 preparaciones portaobjetos fueron donados al Museo Británico.

## Honores

### Epónimos
- (Pleurosigmataceae) Pleurosigma normanii Ralfs 1861[4]

- La abreviatura «G.Norman» se emplea para indicar a George Norman como autoridad en la descripción y clasificación científica de los vegetales.[5]